# Indju
Indju era el nom que es donava al kanat mongol de Pèrsia (Il-kan) a les terres propietat de la corona, repartides arreu dels dominis il-kànides. Aquestes terres tenien una administració especial i no formaven part dels feus dins dels quals a vegades es trobaven.
La paraula indju és d'origen turc i no mongol. L'administració d'aquestes terres al Fars va donar nom a la dinastia indjúida.